# Tuo masara
El tuo masara o tuwon masara es un plato parecido a un puré de harina de maíz originario del norte de Nigeria, aunque también se consume en países vecinos. Es muy similar a la sadza, también llamada ugali (en esencia son el mismo plato), que se consume en África meridional.
El término proviene del idioma hausa; tuwo (harina cocida, polenta) y masara (maíz). La n añadida en tuwon es una preposición «de», por lo que tuwon masara significa «polenta cocida de maíz». 
La harina se elabora dejando el maíz secar y luego se muele. Para preparar el tuo masara, se vierte la harina de maíz en agua hirviendo, se revuelve y se deja endurecer hasta que se convierta en una masa firme. Usualmente se come con la mano.
El tuo masara se puede comer como guarnición o acompañando a algunas sopas: miyar taushe (sopa de verduras), miyar kuka (sopa de baobab), miyar kubewa (sopa de okra), miyar agushi (sopa de melón)...etc.